# فيكتور بوليفار
فيكتور بوليفار (بالإسبانية: Víctor Bolívar)‏ (3 سبتمبر 1983 في كوستاريكا - ) هو مدرب كرة قدم ولاعب كرة قدم كوستاريكي في مركز حراسة المرمى. شارك مع منتخب كوستاريكا لكرة القدم. أما مع النوادي، فقد لعب مع ديبورتيفو سابريسا وC.D. Barrio México ‏ ونادي جامعة كوستاريكا ‏ وA.D. Municipal Liberia ‏ وBrujas F.C. ‏ وسانتوس دي جوابيلز ‏ ونادي هيريديانو ونادي بونتاريناس.

## وصلات خارجية
- فيكتور بوليفار على موقع قاعدة بيانات كرة القدم.إي يو (الإنجليزية)
- فيكتور بوليفار على موقع ناشيونال فوتبول تيمز (الإنجليزية)
- فيكتور بوليفار على موقع Soccerway.com (الإنجليزية)
- فيكتور بوليفار على موقع أوليمبيديا (الإنجليزية)